# Xenia de Monténégro
Xenia Petrović-Njegoš, princesse de Monténégro, également connue sous les noms de Ksenija ou Kseniya, née le 22 avril 1881 et morte le 10 mars 1960, est une membre de la maison Petrović-Njegoš en tant que fille de Nicolas Ier de Monténégro.
Les journaux de l'époque rapportent d'innombrables rumeurs au sujet de la princesse Xenia concernant des prétendants, des engagements et des mariages. Parmi les candidats prétendants figurent Alexandre Ier de Serbie, les frères Nicolas, Georges et André de Grèce et Ernest Louis, grand-duc de Hesse, entre autres.

## Biographie

### Jeunesse
La princesse Xenia de Monténégro, née à Cetinje le 22 avril 1881, est la huitième fille de Nicolas Ier du Monténégro et de son épouse Milena Vukotić. Contrairement à ses sœurs aînées, la princesse Xenia n'est pas envoyée étudier en Russie à l'institut Smolny. Elle est éduquée par des tuteurs à Cetinje avec sa sœur cadette Vera. Les sœurs de Xenia ont conclu des mariages avec des personnalités royales puissantes, ce qui vaut à leur père, tout comme à son contemporain Christian IX du Danemark, le sobriquet de « beau-père de l'Europe ». Une source déclare que ces mariages avantageux « ont fait plus pour le Monténégro que toutes les actions courageuses de cette nation de guerriers ». Le père de Xenia espère beaucoup qu'elle et sa sœur Vera épousent des membres de la famille impériale russe : en particulier l'un des fils du grand-duc Constantin Constantinovitch de Russie ou l'un des fils du grand-duc Alexandre Mikhailovich de Russie. Deux de leurs sœurs aînées ont déjà montré la voie, la princesse Militza est mariée au grand-duc Pierre Nikolaïevitch et la princesse Anastasia a épousé en premières noces le duc George Maximilianovitch de Leuchtenberg, puis le grand-duc Nicolas Nikolaïevitch.
En 1898, les princesses Xenia et Vera et le prince héritier Danilo se rendent avec leur mère en Italie afin de rendre visite à Hélène de Monténégro, récemment mariée avec le prince héritier Victor-Emmanuel d'Italie . Ils sont chaleureusement accueillis par les habitants de Naples comme « parents de notre princesse ». Plus tard cette année-là, des dispositions sont prises pour que Xenia épouse Alexandre Ier de Serbie,. Cependant, quand Alexandre vient à Cetinje pour réclamer sa future épouse, Xenia exprime « dégoût et horreur » devant son apparence et ses manières que, malgré les supplications de son père, elle refuse de l'épouser. Alexandre est si humilié et excédé, que les relations diplomatiques entre la Serbie et le Monténégro sont rompues,,,. L'adoption par Alexandre du prince Mirko de Monténégro comme héritier présumé en 1901 vise, entre autres, à aplanir ces vieux affronts.

### Rumeurs et engagements
Lors du mariage en juillet 1899 de son frère, le prince héritier Danilo, avec la duchesse Jutta de Mecklembourg-Strelitz, la princesse Xenia rencontre le prince Nicolas de Grèce, qui représente son père George Ier de Grèce. Plus tard cette année-là, les fiançailles de la princesse Xenia avec Nicolas sont annoncées. Pour des raisons inconnues, ces fiançailles sont rompues. Nicolas épousera plus tard la grande-duchesse Hélène Vladimirovna de Russie. D'autres reportages rapportent que Xenia est fiancée à des moments différents avec les frères de Nicolas, les princes George et André,.
En 1902, des rumeurs se répandent sur les fiançailles de Xenia avec Ernest Louis, grand-duc de Hesse, qui a récemment divorcé de la princesse Victoria-Mélita de Saxe-Cobourg-Gotha,. Ces rumeurs ne sont apparues que parce que Xenia a rendu visite à sa sœur la princesse Anne de Monténégro à Darmstadt, où réside Ernest Louis. Une autre rumeur se répand par hasard selon laquelle Xenia épouserait le grand-duc Cyrille Vladimirovitch de Russie. Celui-ci n'avait pas obtenu l'autorisation d'épouser la princesse Victoria-Mélita parce qu'elle était divorcée. Cette rumeur est accueillie avec une certaine popularité, car Xenia est comme Cyrille membre de la religion orthodoxe.
Une autre rumeur se répand en 1904 selon laquelle Xenia serait fiancée au grand-duc Michel Alexandrovitch, l'héritier présumé du trône russe,. À ce stade, l'annonce dans les journaux de ses innombrables engagements, mariages et attachements conduisent à un certain degré d'incrédulité. Au fil des ans, d'autres prétendent qu'elle est fiancée au prince Victor-Emmanuel de Savoie-Aoste, au Louis-Amédée de Savoie, à Ferdinand Ier de Bulgarie et même à son beau-frère veuf Pierre Ier de Serbie,. Sans doute la dot promise d'un million de roubles, la réputation de « santé robuste » de sa famille, ainsi que les rapports contemporains vantant sa « belle » apparence contribuent à faire circuler de plus en plus de rumeurs sur la princesse. La princesse Xenia est considérée comme « extrêmement saine » et dotée d'un « caractère ensoleillé », et est connue dans tout le Monténégro « autant pour son œuvre caritative que pour son activité sportive ».

### Une princesse célibataire
Malgré les innombrables rumeurs qui circulent, la princesse Xenia choisit de rester célibataire et sert de « conseiller subtil mais prévenu » lors des dernières années de son père. En 1909, lors de certains désaccords entre le Monténégro et l'Autriche, Xenia joue un rôle de premier plan dans les manifestations anti-autrichiennes à Cetinje. Le gouvernement autrichien considère ces activités comme une insulte et appelle à la plus forte forme de protestation diplomatique ; comme Nicolas est redevable à l'Autriche pour les nombreuses faveurs du passé, notamment en ce qui concerne l'aide financière, il ne sait pas quelle punition doit être donnée à sa fille et décide finalement de l'exiler temporairement en France. Xenia accepte volontiers les demandes de son père et s'amuse à Paris, où elle passe son temps à aller au théâtre et à l'opéra, et à être divertie par les dirigeants de la société parisienne.
Nicolas est couronné roi de Monténégro le 28 août 1910. Pendant les campagnes balkaniques de la Première Guerre mondiale, le roi et sa famille fuient en Italie après que son pays et l'Autriche n'aient pu parvenir à un accord sur les négociations de paix. Les conditions offertes par l'Autriche sont jugées trop inacceptables au Monténégro et la famille royale, ainsi que le corps diplomatique, prennent la fuite. En coopération avec l'activiste Alexander Devine (en), la princesse Xenia et sa sœur Vera aident à organiser l'aide aux prisonniers monténégrins internés en Autriche.

### Dernières années

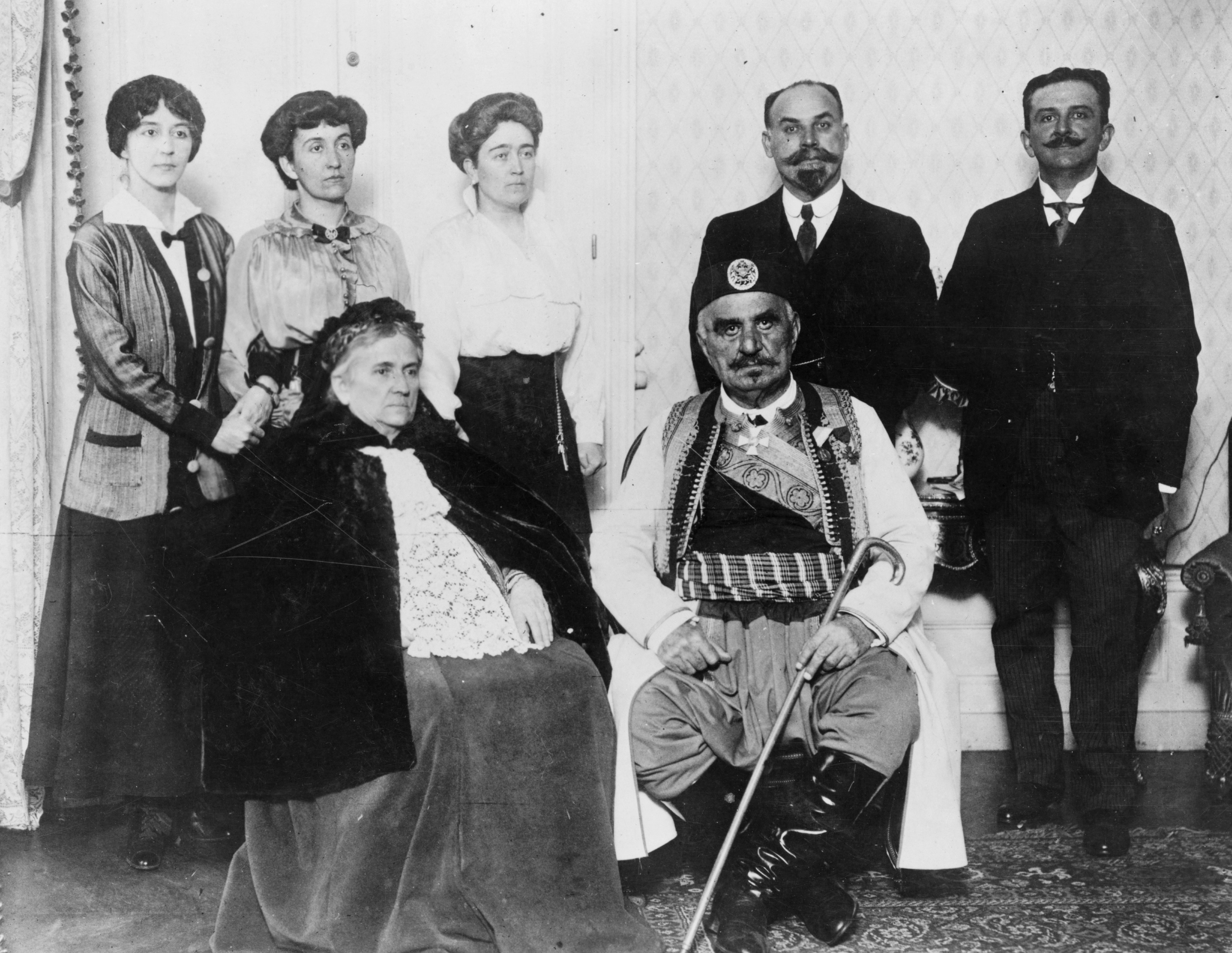
La princesse Xenia avec sa famille en exil. Première rangée : le roi et la reine. Rangée arrière, de gauche à droite : la princesse Vera, la princesse Xenia, la princesse Militza (épouse du prince Danilo), M. Miouchikovitch, président du conseil, et le prince Danilo, à Lyon en 1916.

Après la chute de la monarchie monténégrine en 1918, la princesse Xenia se retire pour vivre en France, où elle survit à la Seconde Guerre mondiale et continue à vivre à Paris. Elle meurt à Paris le 10 mars 1960,.
Après sa mort, son travail consacré à la photographie monténégrine devient le centre d'une exposition en 2010 à la Galerija Fotografija slovène. L'exposition disait :

« L'héritage matériellement modeste de la princesse Ksenija [Xenia] nous donne un aperçu presque intime de la vie privée de la princesse monténégrine, célèbre pour son intellect et son talent, mais avant tout connue comme une patriote inflexible. Son amour profond pour la nation et la patrie monténégrines s'exprime à travers des images de la vie quotidienne monténégrine qui ont été réalisées pendant la période paisible de sa vie, avant qu'elle ne se retrouve dans une situation inacceptable de réfugiée. Les photographies de la princesse Ksenija sont des images profondément marquées dans sa mémoire et qu'elle chérit avec amour tout au long des décennies d'exil, les cherchant dans les moments de désespoir et de nostalgie. C'était le Monténégro dans l'œil magique de la princesse monténégrine. Tel est le Monténégro de sa jeunesse, de ses espoirs, de ses croyances, de ses pensées cachées et de ses ambitions non réalisées. »

Sa sépulture se trouve dans l'église de la Cour de Cetinje.